# 尼希魯環礁
尼希魯環礁（Nihiru），又称尼乌基亚环礁（Niukia），是南太平洋法屬波利尼西亞的環礁，屬於土阿莫土群島的一部分，位於馬凱莫環礁以東49公里，由马凯莫市镇管辖，長14公里、寬10.5公里，土地面積20平方公里，潟湖面積79平方公里，2002年人口15。

## 外部連結
- （页面存档备份，存于）
- Atoll names
- Bellingshausen （页面存档备份，存于）
- Macrobenthic species in lagoons[永久]
- Atoll list (in French)

16°44′S 142°50′W / 16.733°S 142.833°W